# Centre d'études légales et sociales

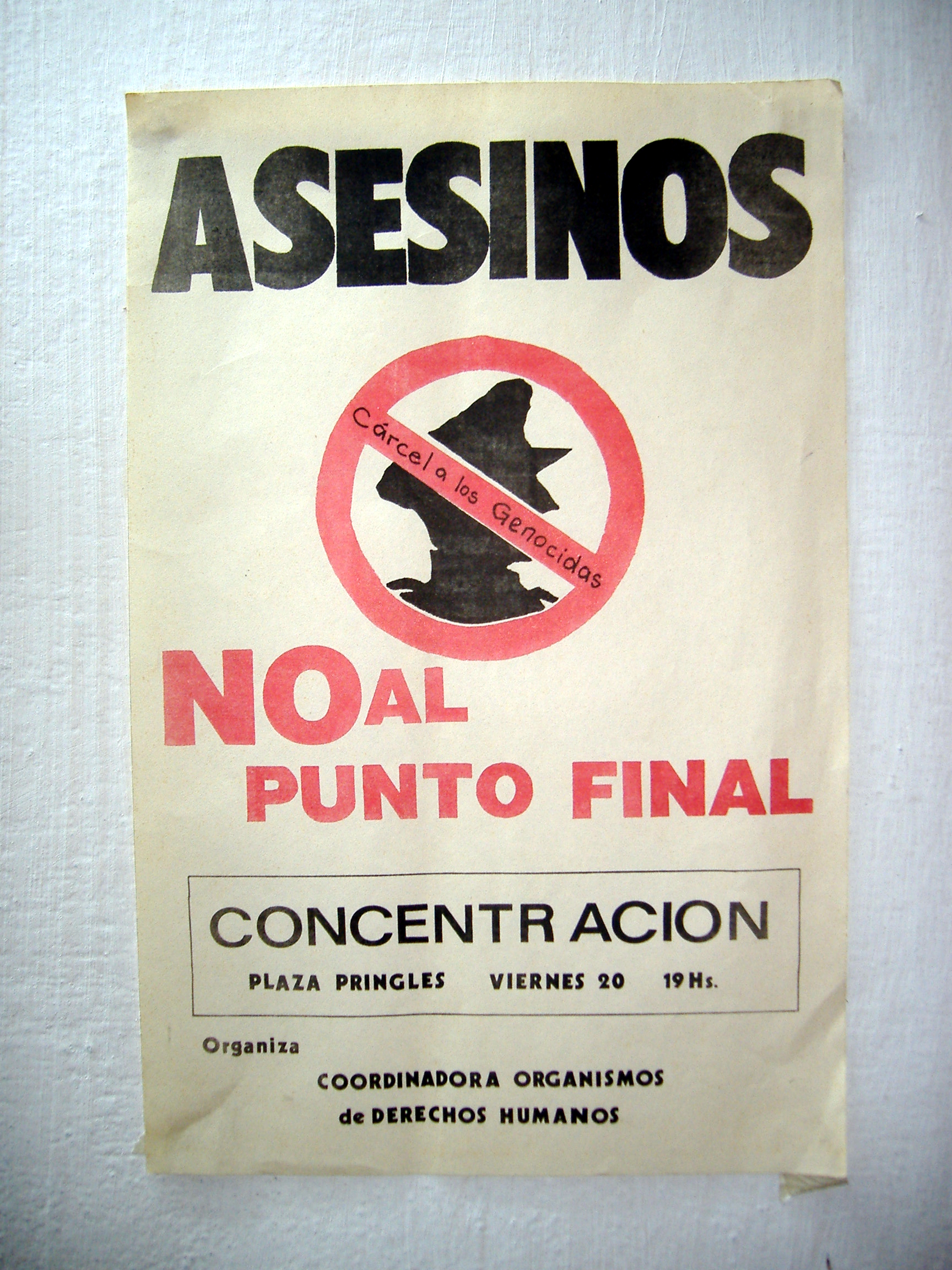
Appel à manifester contre la loi du « Point final » de 1986.

Le Centre d'études légales et sociales (CELS, Centro de Estudios Legales y Sociales) est une ONG argentine, basée à Buenos Aires et créée en 1979, sous la dictature militaire (1976-1983) afin de défendre les droits de l'homme. Elle fut présidée par Emilio Mignone, père, de confession catholique, d'une fille desaparecida, travailleuse sociale dans un bidonville kidnappée le 14 mai 1976. Mignone était également vice-président de l'Assemblée permanente pour les droits de l'homme.
Le CELS est a été présidé entre 2000 et 2021 par le journaliste Horacio Verbitsky, qui fait également partie du conseil de direction de la section d'Amérique latine de Human Rights Watch. 
Actuellement le CELS est présidé par l'anthropologue Sofía Tiscornia.

## Personnalités et actions du CELS
D'autres militants ayant participé au CELS incluent Augusto Conte, l'avocat et professeur de droit Alfredo Galletti (es) ou Boris Pasik. Mort dans des circonstances tragiques en décembre 1983, Emilio Mignone avait été arrêté en 1981.
Les données amassées par le CELS au long de son travail d'enquête ont notamment permis d'aider les travaux de la CONADEP, la Commission nationale sur la disparition des personnes présidée par Ernesto Sábato, tandis que Mignone a porté la cause des droits de l'homme sur la scène internationale.
Emilio Mignone a aussi participé, en 1996, à la mise en place des Juicios por la Verdad, des procès symbolique qui ont poussé à l'annulation des lois d'amnistie (loi du Point final et de l'Obéissance due). Le CELS a ensuite participé à plusieurs procès contre les crimes commis lors de la dictature, devant la Commission interaméricaine des droits de l'homme pour appuyer Carmen Lapacó, qui avait exigé le droit à la mise en place des Juicios por la Verdad, puis devant le magistrat espagnol Baltasar Garzón et la justice argentine, étant ainsi partie civile dans le procès au cours duquel le magistrat fédéral Gabriel Cavallo déclara nul, en mars 2001, les lois d'amnistie, initiant ainsi le processus menant à leur déclaration d'inconstitutionnalité par la Cour suprême en 2005. 
En 2006, le CELS dénonça l'espionnage de militants des droits de l'homme par les services de renseignements de la Base de l'Amiral Zar, liée aux enquêtes concernant le massacre de Trelew de 1972. Ceci mena à une réforme législative de l'activité des renseignements, définitivement placés sous la hiérarchie du Ministère de la Défense.

## Affiliations
Le CELS est membre de:
- la Commission internationale de juristes, basée à Genève;
- la Ligue internationale pour les droits de l'homme, basée à New York;
- l’Organisation mondiale contre la torture (Genève);
- correspondante locale de la Fédération internationale des droits de l'homme (FIDH, Paris);
- Memoria Abierta, créée en 1999 et présidée par Patricia Valdez, qui est également secrétaire du CELS. Cette coordination comprend aussi l’Assemblée permanente pour les droits de l'homme, le Servicio Paz y Justicia ou les Mères de la place de Mai-« Ligne fondatrice ».

## Prix
Le Centre a reçu plusieurs prix :
- Prix Letelier-Moffitt, délivré par l'Institute for Policy Studies en 1983[2];
- Prix Roger E. Joseph en 1988, délivré par l'Hebrew Union College[2];
- Prix des droits de l'homme du Comité des avocats pour les droits de l'homme en 1988[2];
- Prix des Droits de l'homme de la République française remis en décembre 2009 au CELS par le ministre Bernard Kouchner pour le projet de « réforme législative pour la suppression du délit de diffamation dans le code pénal argentin », qui fut promulguée par le gouvernement de Cristina Kirchner[5].

## Prix Emilio Mignone
Le gouvernement argentin a lui-même créé un prix Emilio Mignone, qui a notamment été accordé en décembre 2009 à l'ONG américaine WOLA (Washington Office on Latin America), qui a déposé plus de 1 100 plaintes devant la justice des États-Unis pour des disparitions forcées et autres violations des droits de l'homme commises en Argentine.

## Conseil international consultatif
Jusqu'en 2001, le Conseil international consultatif du CELS était composé de:
- Alejandro Artucio, ambassadeur de l'Uruguay à l'ONU
- Antonio Cancade Trindade, ex-membre de l'International Council on Human Rights Policy à Genève
- Alejandro Garro, juriste de l'université Columbia
- Cecilia Medina, professeur de droit à l'université du Chili, élue en 2004 à la Cour interaméricaine des droits de l'homme et membre du Comité des droits de l'homme de l'ONU de 1995 à 2002
- Guillermo O'Donnell, vice-président de l'American Political Science Association de 1999 à 2000 et politiste célèbre pour ses travaux sur dictature et transition démocratique en Amérique latine
- Paulo Sergio Pinheiro, Brésilien membre de la Commission des droits de l'homme de l'ONU
- Michael Shifter, professeur au Centre d'études d'Amérique latine de l'université de Georgetown et membre de divers groupes, dont l'Inter-American Dialogue
- Theo van Boven (en), professeur de droit international, rapporteur de l'ONU contre la torture après 2001
- José Miguel Vivanco, fondateur chilien du Centre pour la justice et le droit international (CEJIL)
- Lorne Waldman
- Coletta Youngers, membre du Washington Office on Latin America (WOLA) et de Foreign Policy In Focus